# Пиластрело (Ферара)
Пиластрело је насеље у Италији у округу Ферара, региону Емилија-Ромања.
Према процени из 2011. у насељу је живело 210 становника. Насеље се налази на надморској висини од 11 м.